# Valteris Krigas
Valteris Krigas (deutsch: Walter Krieg) war ein litauisch-deutscher Fußballspieler.

## Karriere

### Verein
Der deutschstämmige Valteris Krigas spielte mindestens von 1923 bis 1924 für den MTV Memel in der Baltischen Fußballmeisterschaft 1923/24 und wurde mit Memel Dritter im Bezirk II Tilsit/Memel. Ab 1924 war er für die SpVgg Memel aktiv, die er mit weiteren ehemaligen Spielern des MTV gründete.

### Nationalmannschaft
Krigas spielte im ersten offiziellen Länderspiel der Litauischen Fußballnationalmannschaft am 24. Juni 1923 gegen Estland, das mit einer 0:5-Niederlage endete. Er war dabei einer von sechs Spielern, die der MTV Memel stellte, darunter die gebürtigen deutschen Otonas Kunelis (Otto Kunellis), Ernstas Deringas (Ernst Döring), Vilhelmas Baueris (Wilhelm Bauer) und Gustavas Gvildys (Gustav Gwildies). 1924 kam er zu zwei weiteren Einsätzen für Litauen gegen Lettland und Estland. Bei seinem letzten Länderspiel in Estland am 24. August 1924 erzielte er ein Tor.